# سیلکات اسپرینگ (ویرجینیا)
سیلکات اسپرینگ (به انگلیسی: Silcott Spring) یک منطقهٔ مسکونی در ایالات متحده آمریکا است که در شهرستان لادن، ویرجینیا واقع شده‌است.